# Swadzim (województwo zachodniopomorskie)
Swadzim – wieś w woj. zachodniopomorskim, w powiecie myśliborskim, w gminie Barlinek, położona w pobliżu wsi Dzikowo. Obecnie liczy 20 mieszkańców. Dawna posiadłość rolnicza, w której podczas II wojny światowej pracowali robotnicy przymusowi polscy i francuscy.
W latach 1975–1998 miejscowość położona była w województwie gorzowskim.
Przez wieś przepływa rzeka Myśla.